# Kraslice

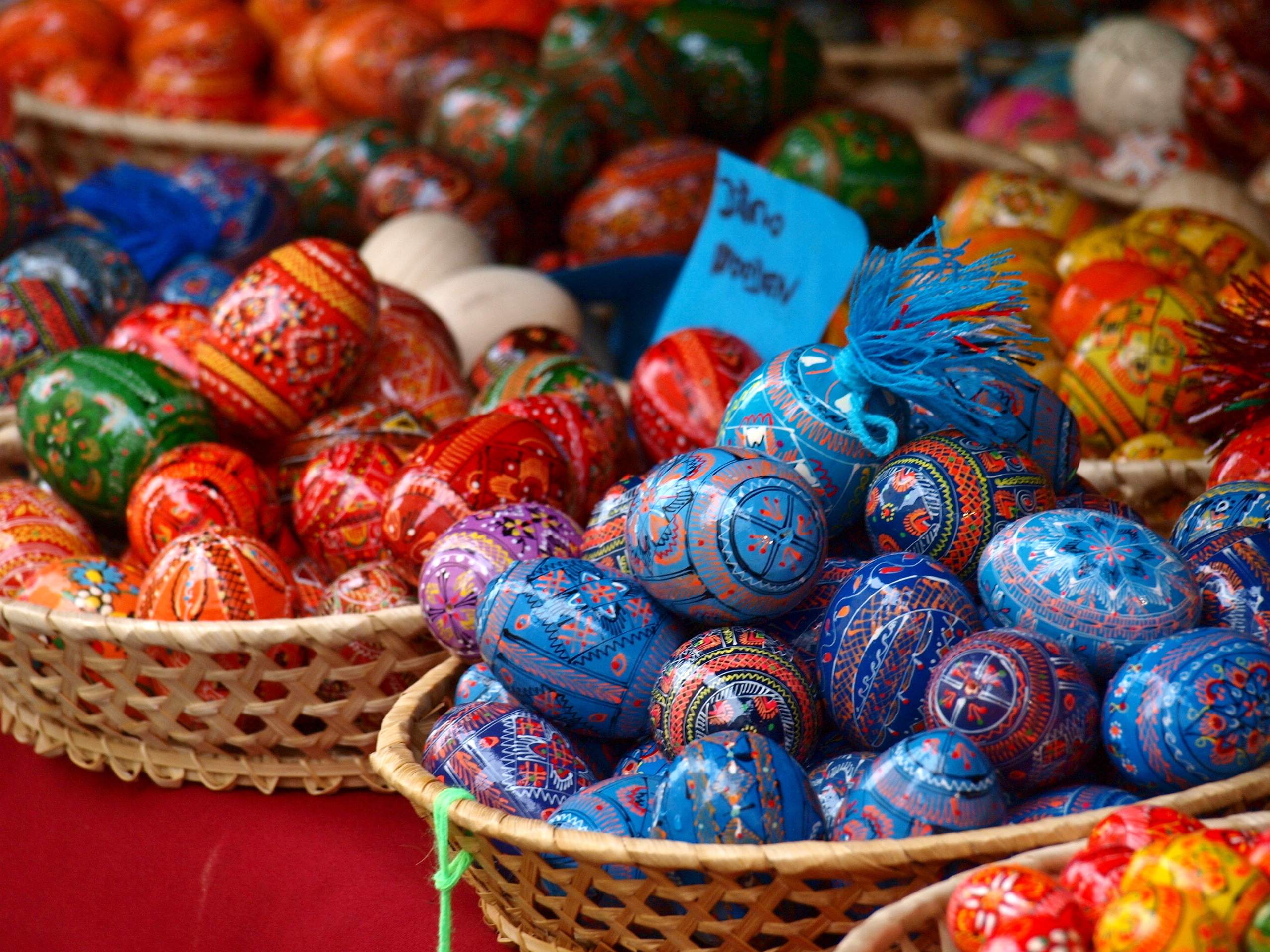
Prodej kraslic na tržišti v Praze

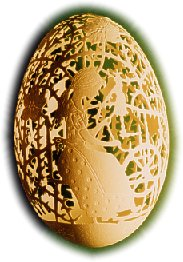
Vyřezávaná kraslice

Velikonoční kraslice je natvrdo uvařené nebo vyfouknuté prázdné vejce, ozdobené různými výtvarnými technikami. Od dob raného křesťanství jsou kraslice v křesťanské tradici nedílně spojeny s Velikonocemi, kde symbolizují plodnost a znovuzrození.

## Historie
Už od pradávných dob bylo vejce symbolem zrození a života. Zdobení skořápek vajec lze vysledovat až do pravěku. Ve starověkém Egyptě či Persii se také na svátky jara barvila červeně vajíčka. V dávné historii se vejce vkládala do hrobů zemřelých. Zlatě obarvené vejce bylo objeveno v královské hrobce v Sumeru. Obyčej malování vajec znali antičtí Římané v době císařské, zmiňuje se o něm Ovidius, Plinius mladší i Juvenalis. A nalezly se i v polských archeologických výzkumech z 10. století. Křesťanství přijalo symboliku červené, jako krve Krista.

## České pověry a zvyky
Kraslice slouží ženám a dívkám o Velikonocích jako odměna pro koledníka za tzv. pomlazení, čili vyšlehání pomlázkou. Původně byly takové dárky vykoupením, dárkem, součástí velikonoční koledy a pomlázka či oblévačka byly zábavným trestem pro málo štědré dívky.
Věřilo se v magickou moc vajec a k jejímu posílení se pomalovávala různými magickými ornamenty. Magie postupně vymizela, zůstaly jen ornamenty převážně abstraktní nebo rostlinné a zvířecí motivy symbolizující přírodu probouzející se k životu.
V symbolice se výrazně uplatňovala červená barva. Od ní je i nejčastěji odvozován původ slova kraslice (ze staroslovanského krasnyj, krasniti). Červenou kraslici si dívka nechávala pro hocha, na kterého si tajně myslela.
Vejce darované z lásky muselo být nejen červené, ale také plné. Prázdné bílé skořápky byly spolu s prázdnými ulitami šneků symboly smrti a sloužily ke zdobení Morany. Duté malované kraslice (tzv. výdumky) jsou k vidění až v moderní době a jsou nyní také výhodným komerčním artiklem. Aby se stihlo namalovat dostatek vajec, malovaly se předem až průběžně po celý rok, a nebylo tudíž možné malovat vajíčka plná, protože by se zkazila.

## Fabergého vejce
Z tradice ruských kraslic pochází slavná velikonoční Fabergého vejce z konce 19. století a začátku 20. století od petrohradského klenotníka Petera Carla Fabergého. Vajíčka jsou z polodrahokamů a ušlechtilých kovů zdobená různými zlatnickými technikami a skrývají různá překvapení. Vznikla původně výhradně na objednávku carské rodiny. Později byly tvořené i pro další objednatele a také vznikaly imitace od jiných firem. Patří k nejobdivovanějším šperkům světa.

## Techniky zdobení

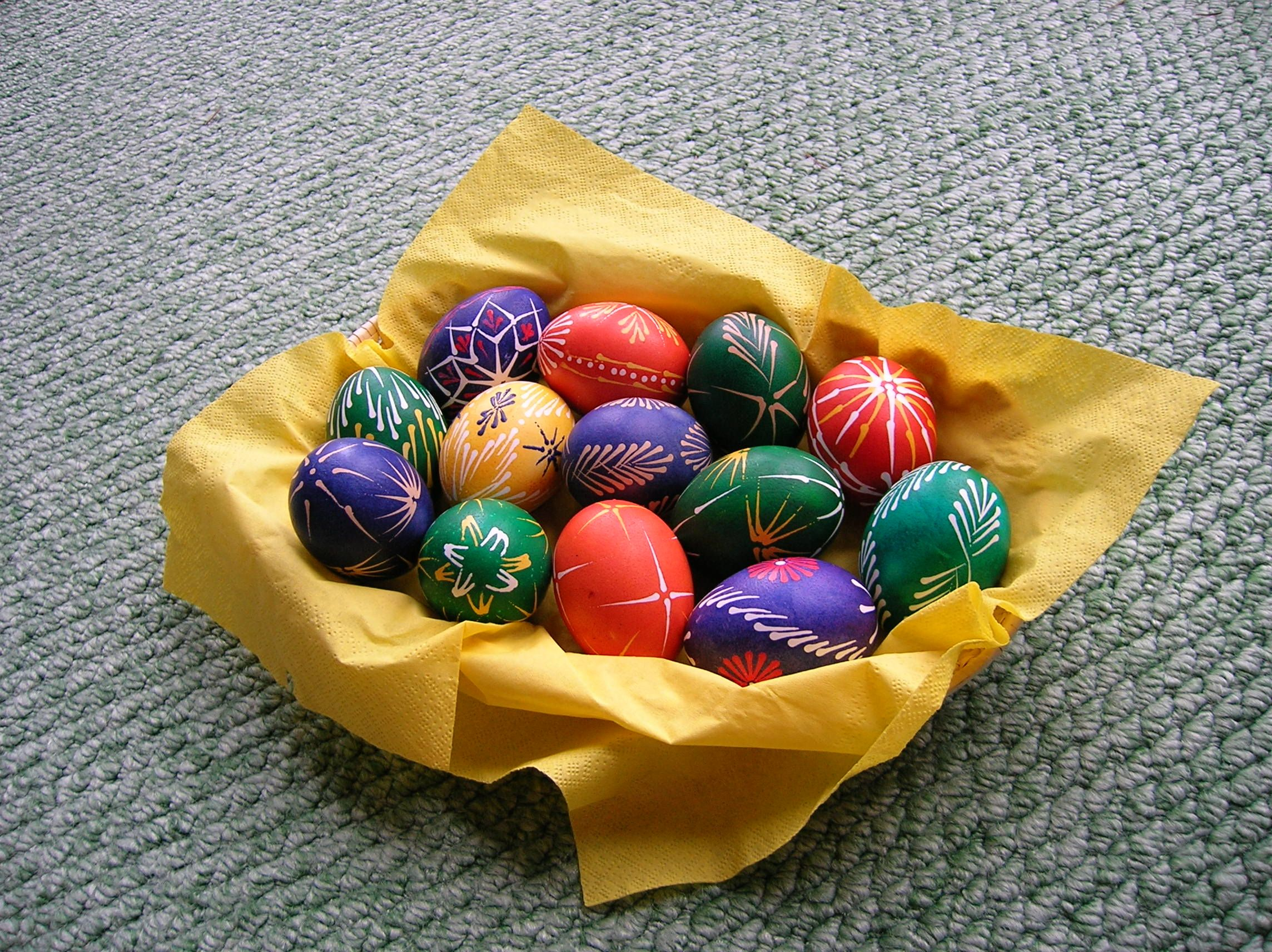
Ošatka velikonočních vajíček zdobených technikou batikování

Technik zdobení vajec existuje řada, od nejjednodušších, jakými je
- reliéfní kresba voskem (dříve aplikovaný na syrová vejce)[3] nebo
- jednoduché batikování,

přes složitější, jako je
- vícebarevná batika či
- leptání,

až k nejobtížnějším, kterými jsou
- polepování slámou či sítinou a
- vyškrabování neboli gravírování.

Další, poměrně komplikovanou technikou je
- drátování,

patrně nejkomplikovanější je pak
- prořezávání a vrtání.

Tyto dvě techniky ovšem nepatří ke klasickým, ale jedná se o vcelku moderní způsoby.
Stále častěji se vyskytuje
- polepování vajíček obtisky či samolepkami s různými obrázky.

## Galerie

Velikonoční kraslice z Mezinárodního folklorního festivalu ve Valašském muzeu v přírodě, Rožnov pod Radhoštěm
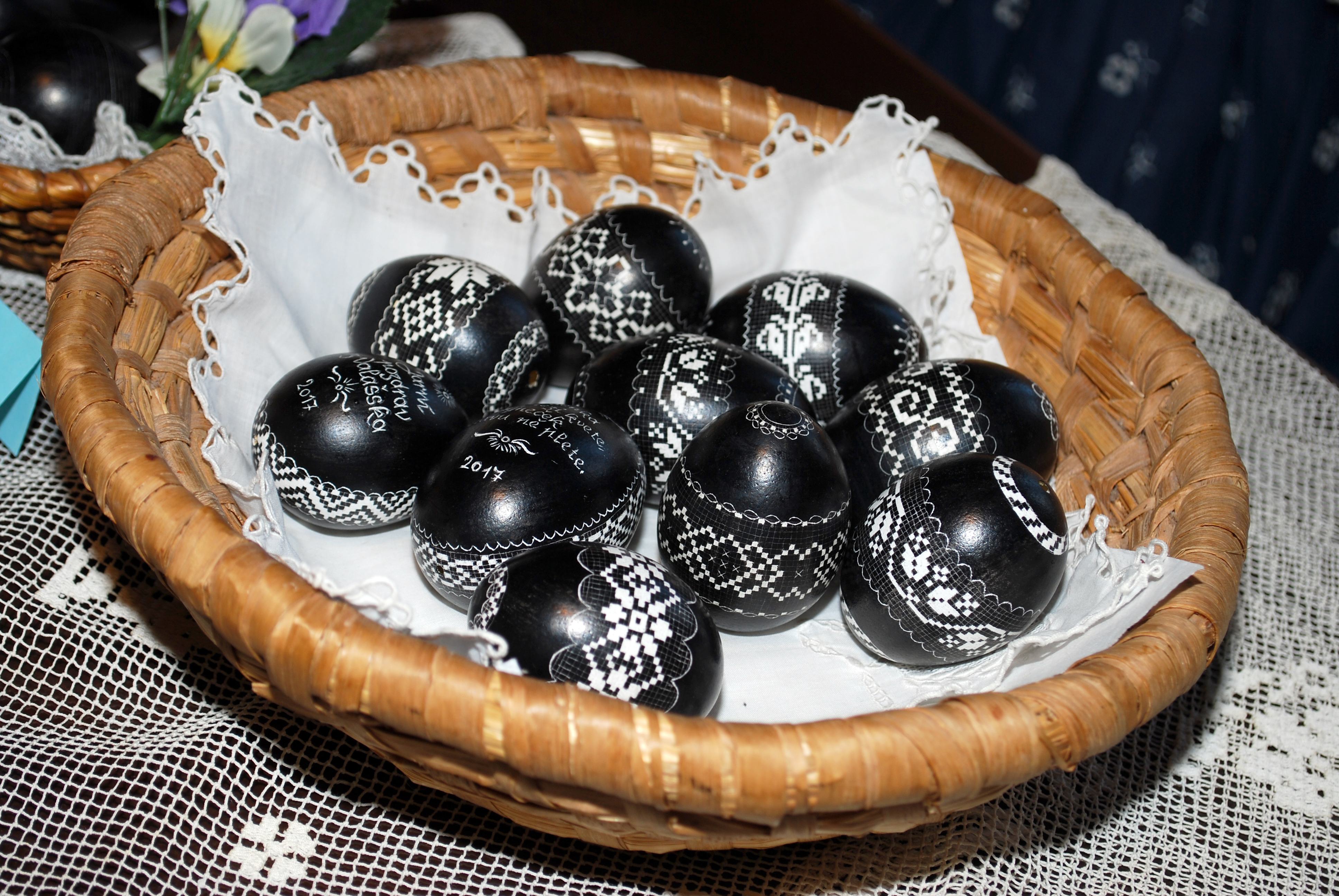
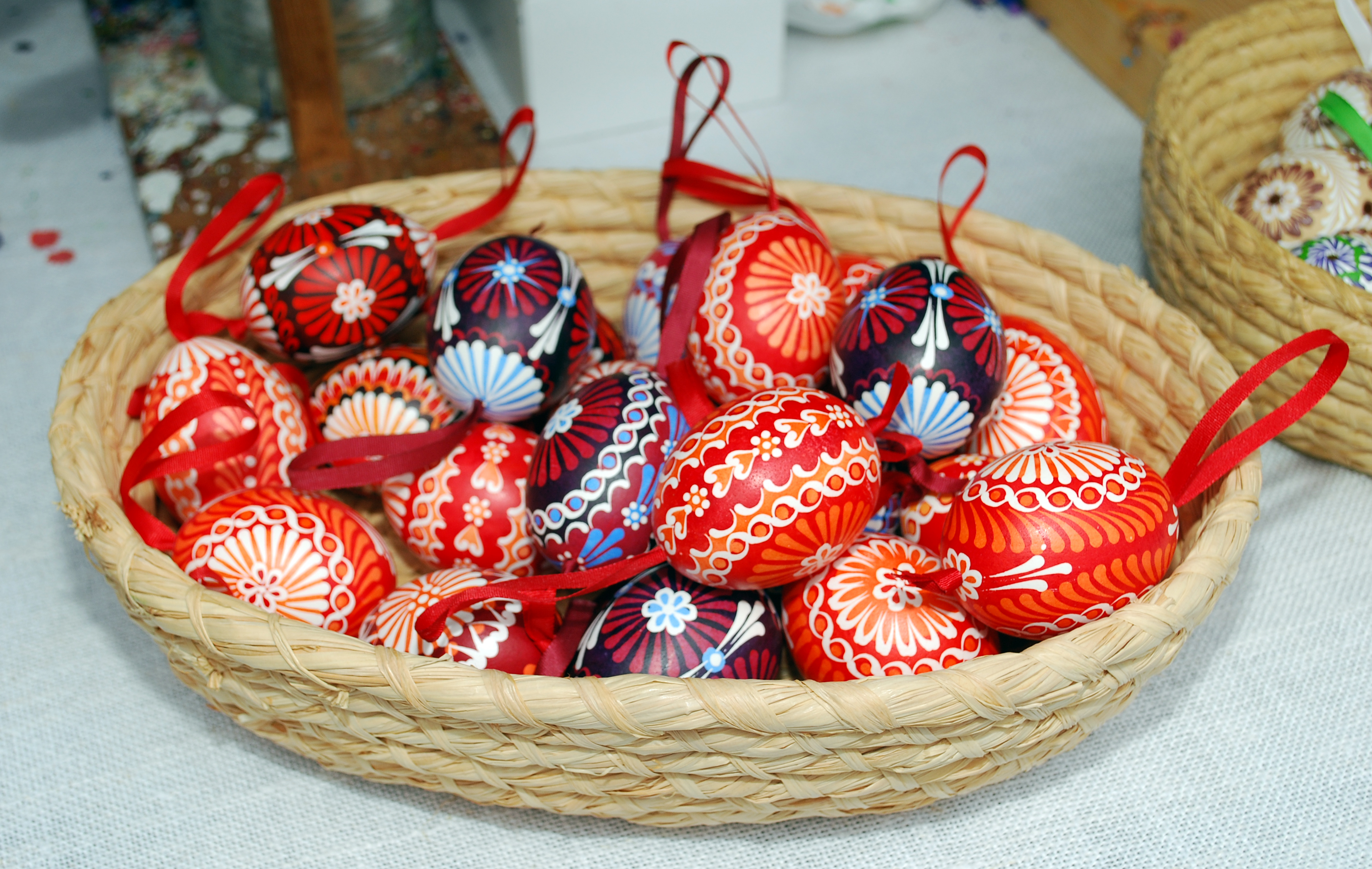
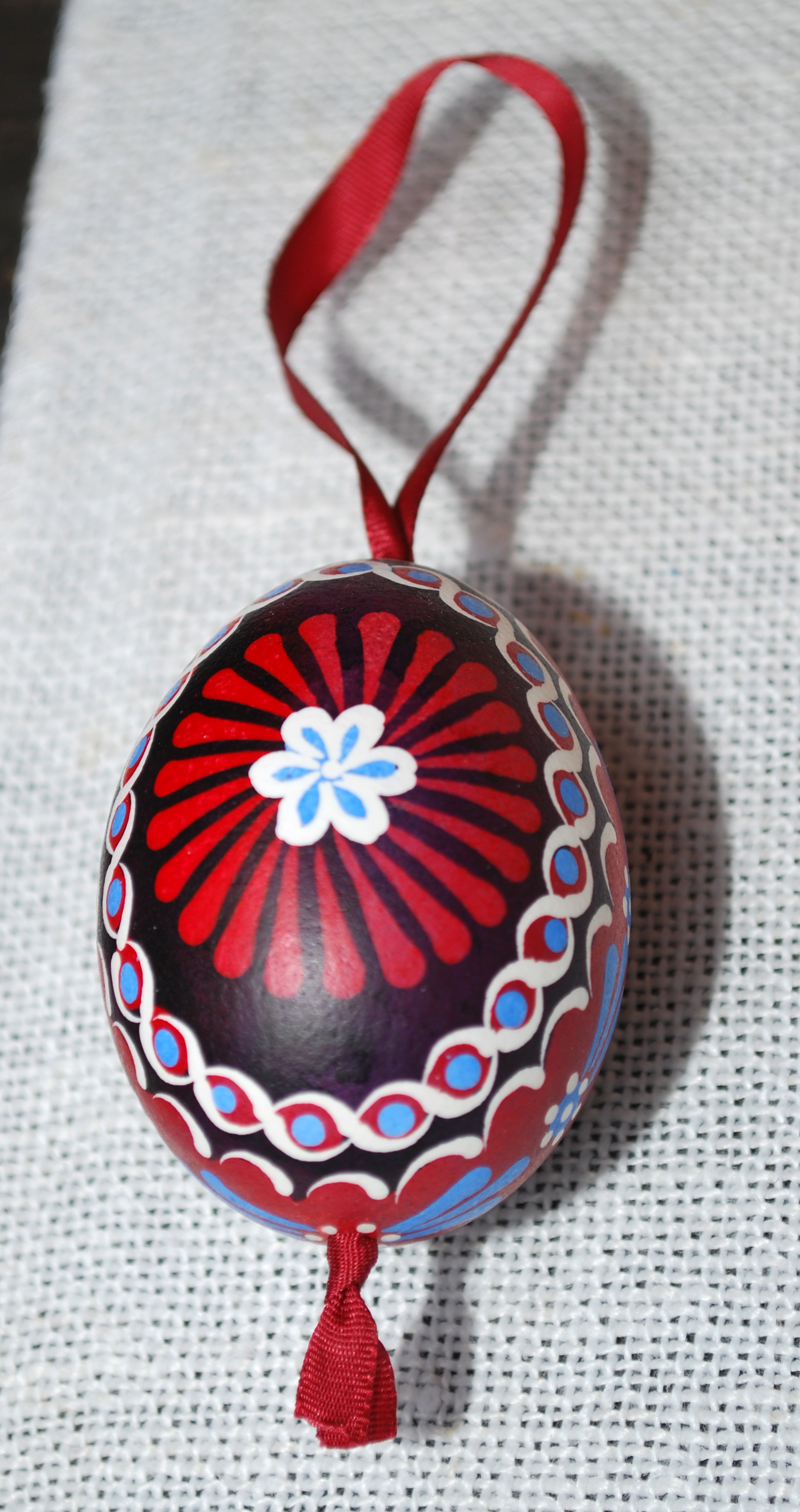
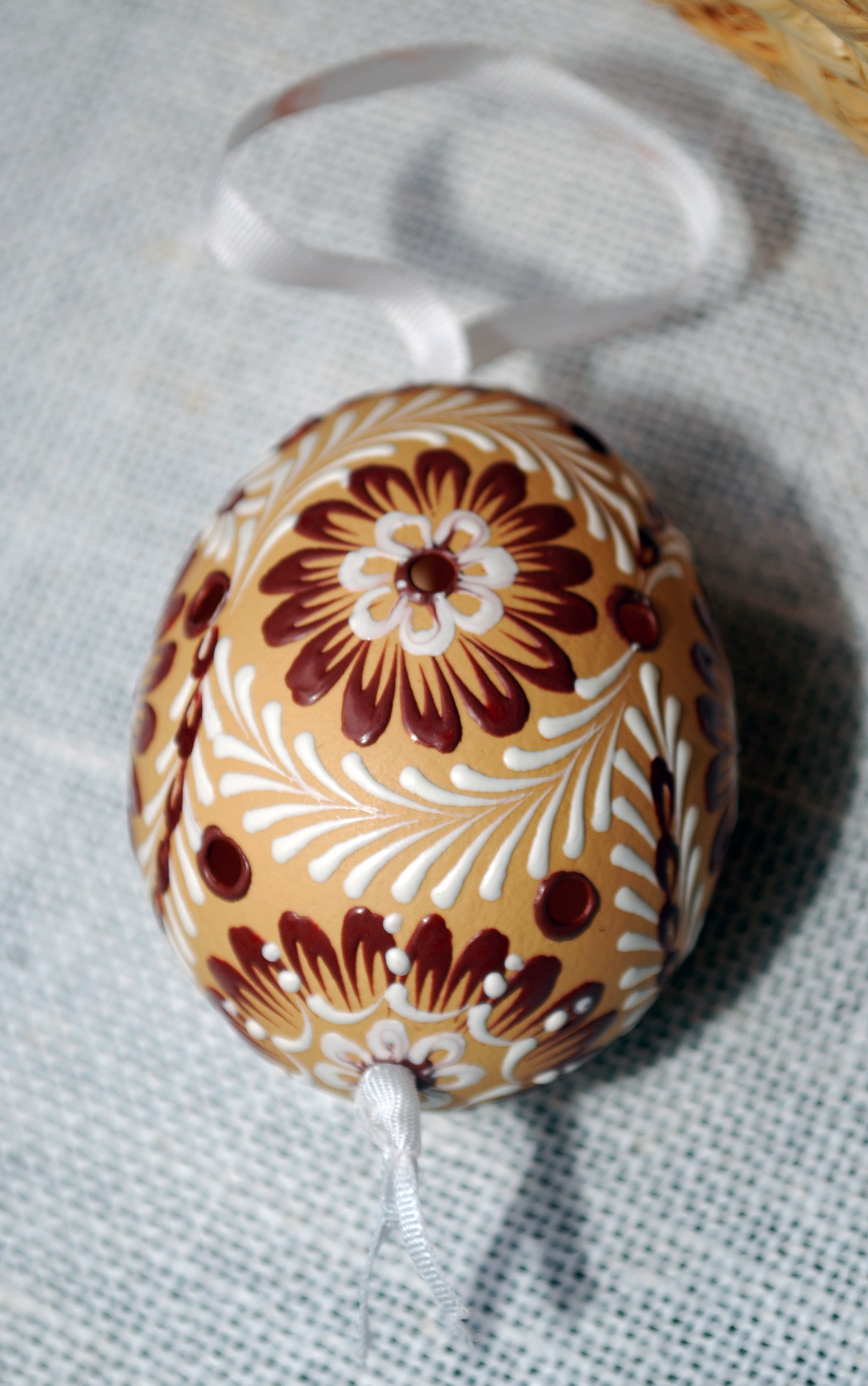
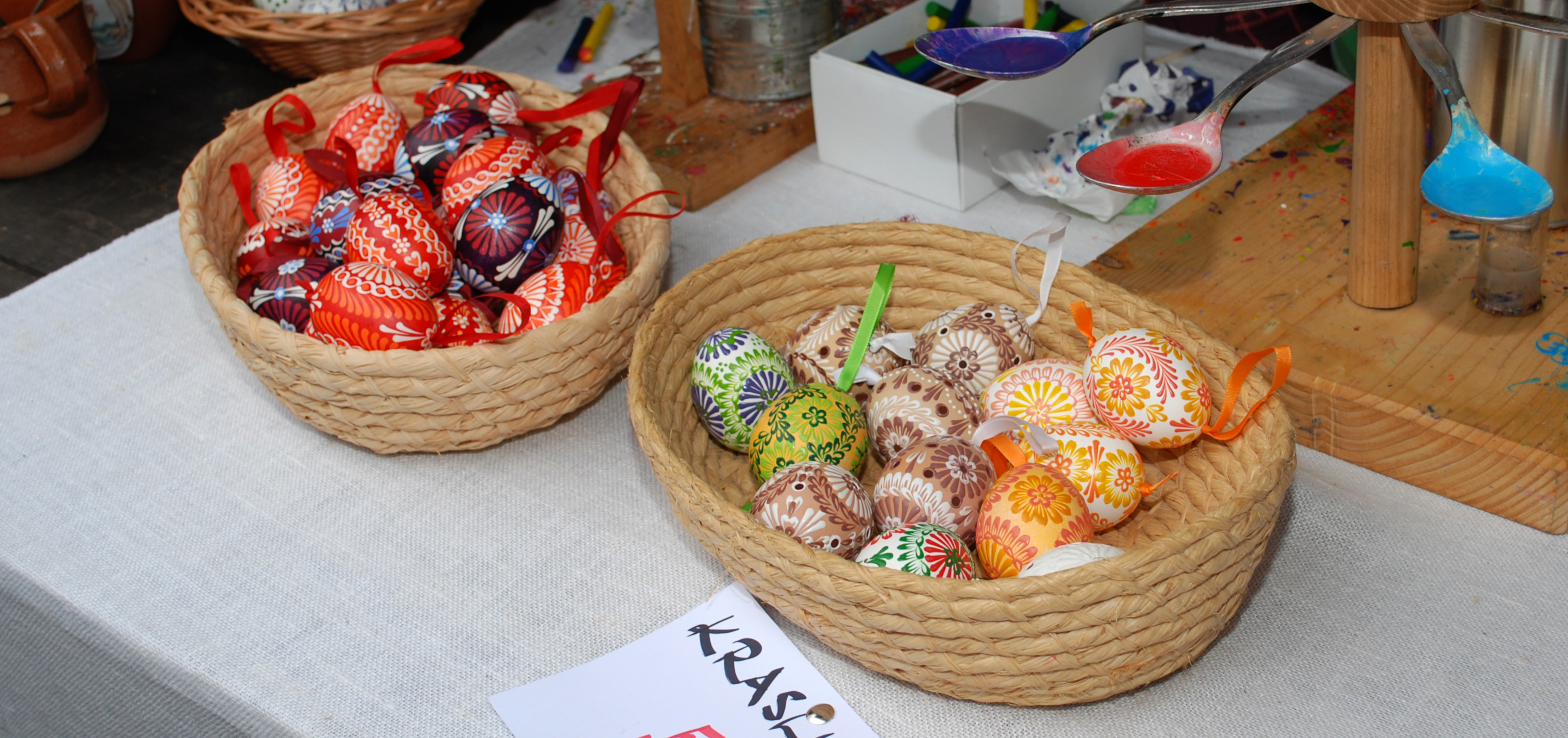
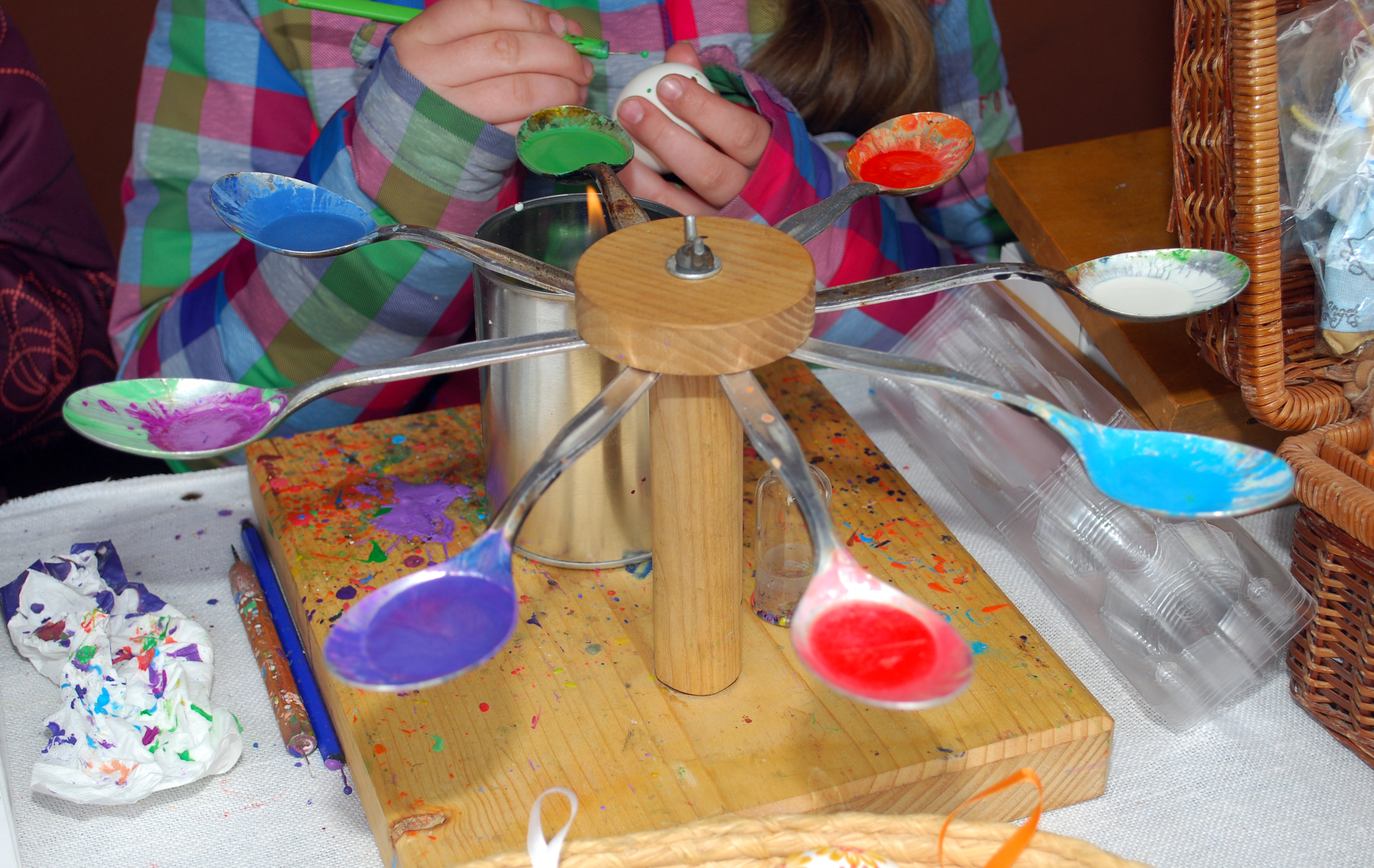
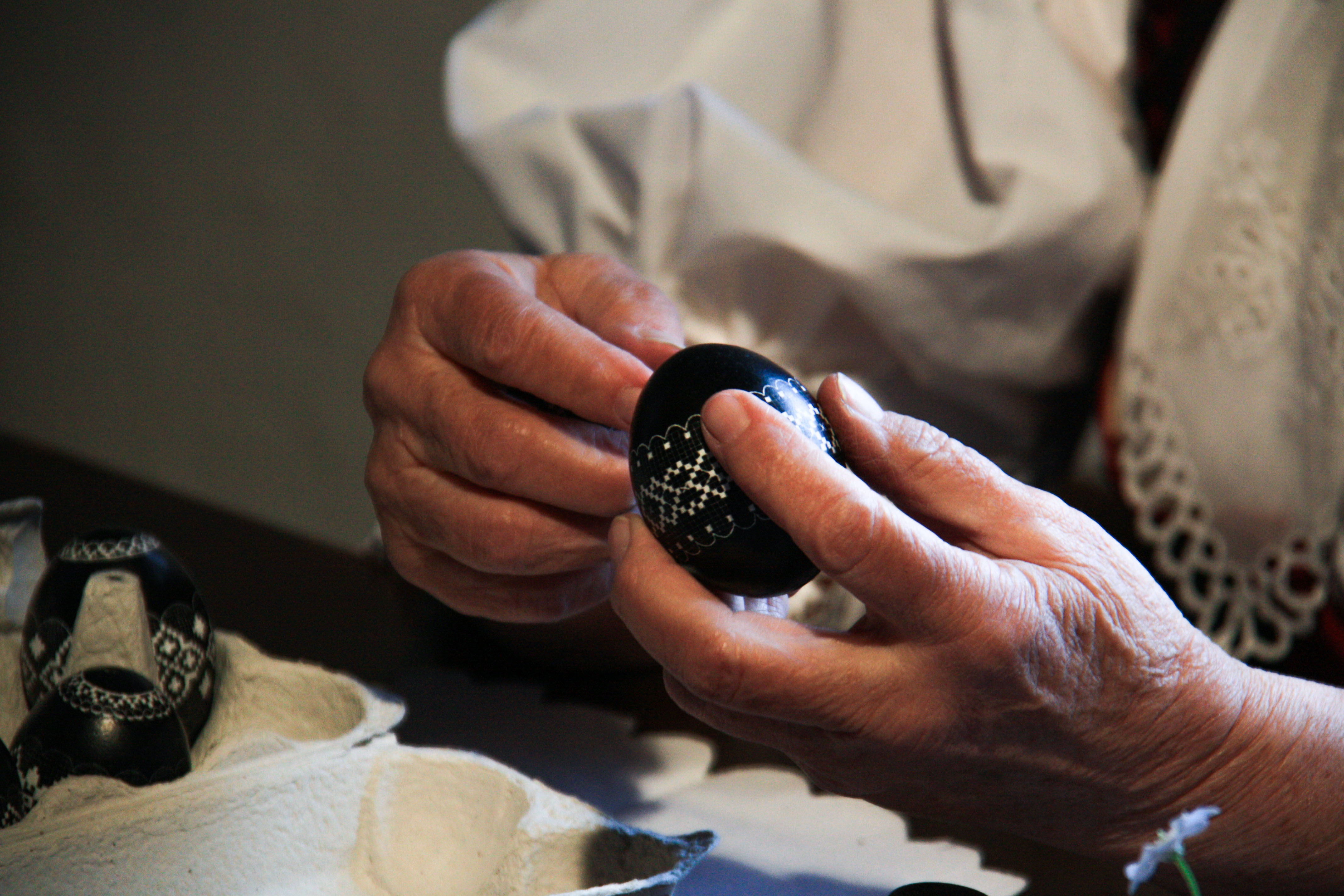
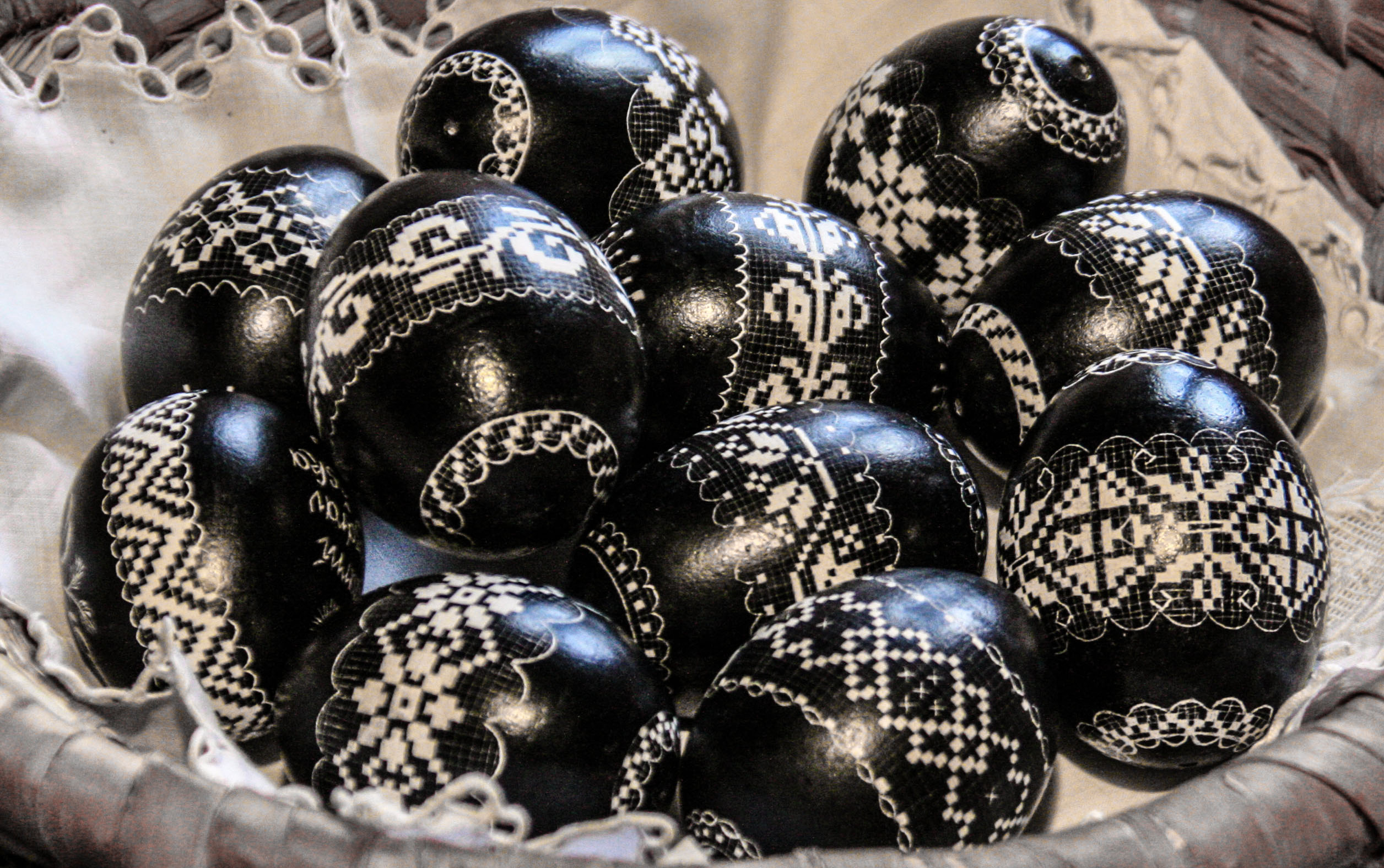
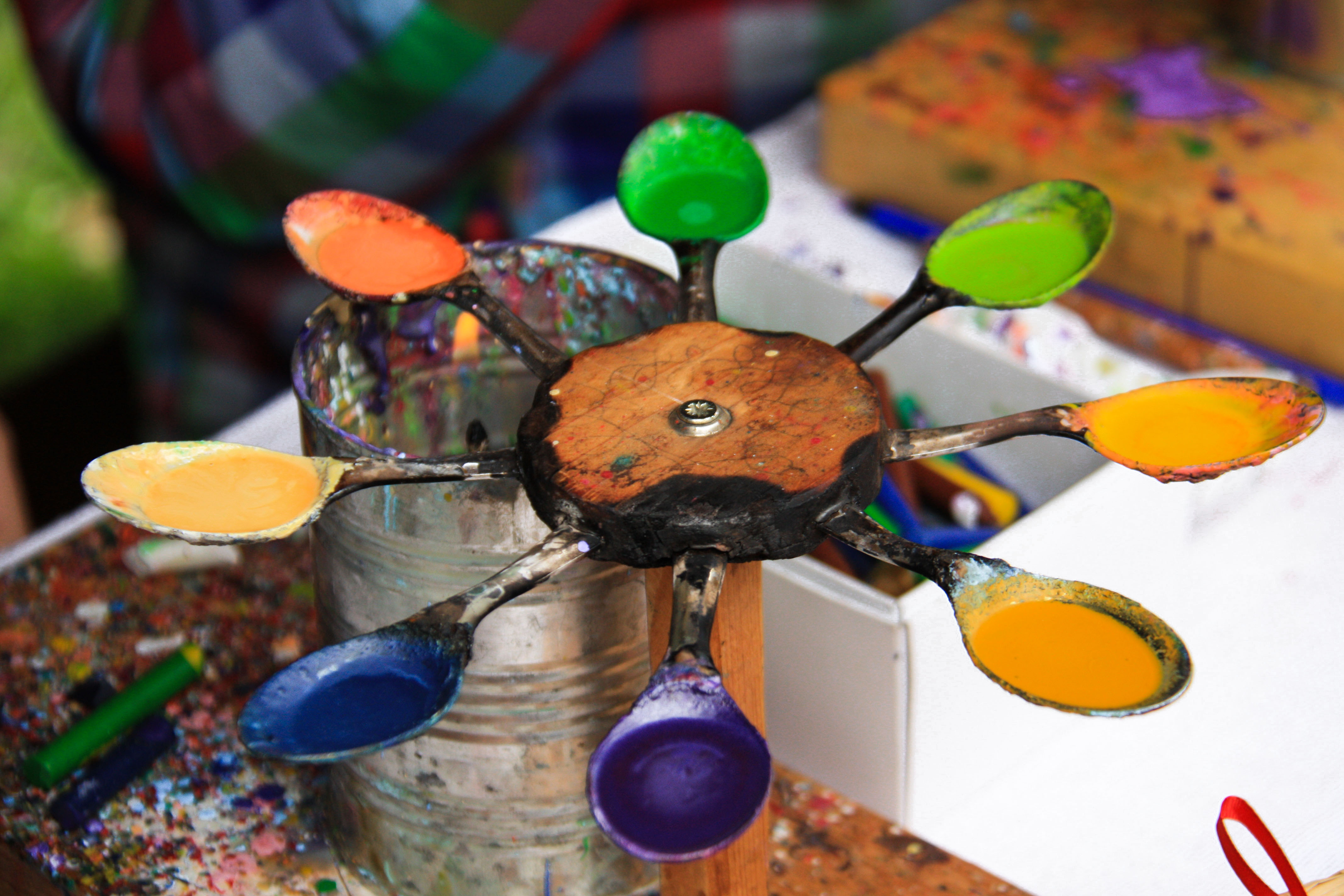
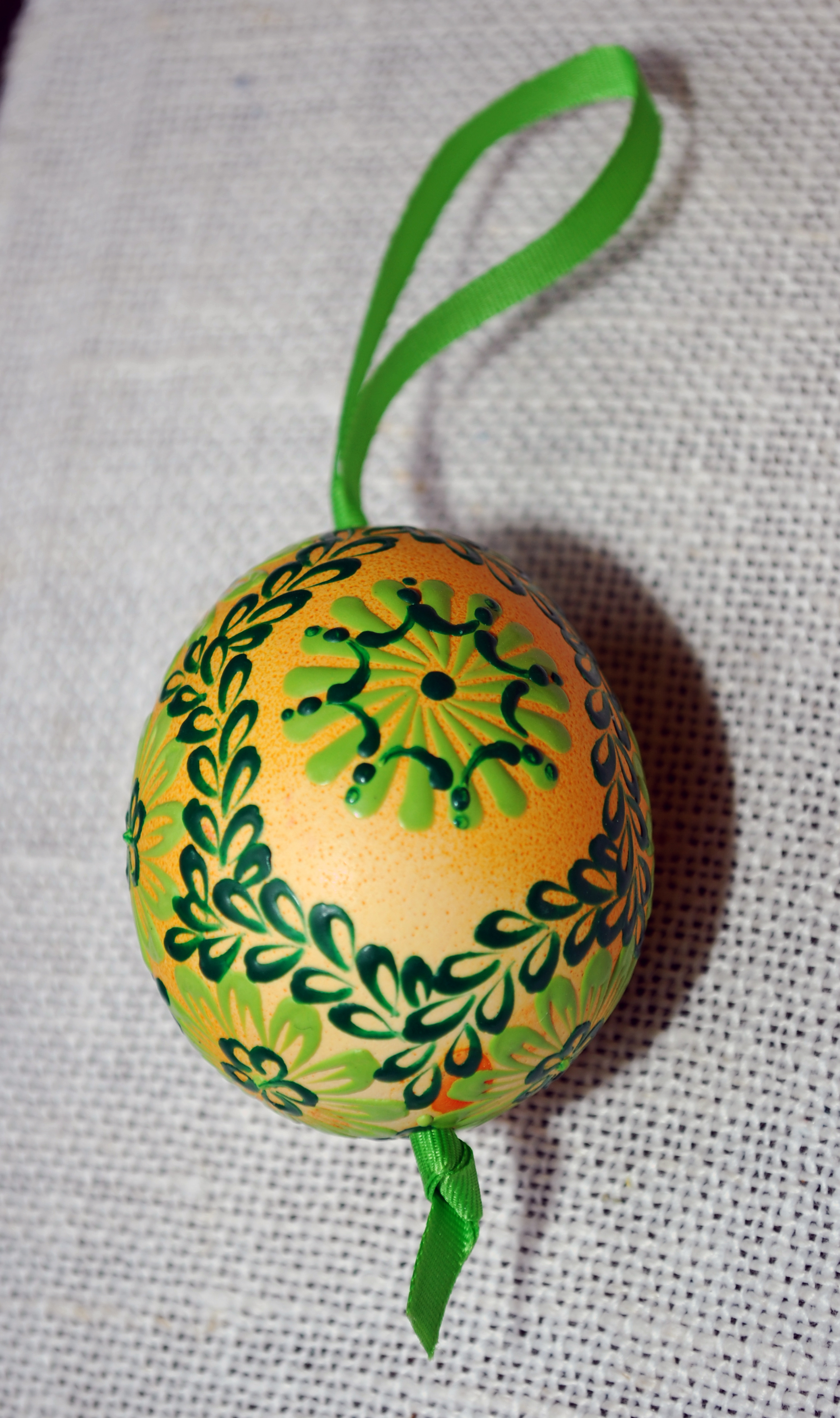